# 박준석 (바둑 기사)
박준석(朴埈奭, 1992년 3월 31일 ~ )은 대한민국의 바둑 기사이다.

## 약력
1998년 7세에 바둑에 입문했다. 권갑용 도장 출신으로 조남철배 중학년부와 유단자대회 백두부에서 우승했다. 2010년 제127회 입단대회를 통해 입단하였다. 2011년 제3회 비씨카드배 통합예선에 통과했고, 제1기 KC&A배 신인왕전 본선에 진출했다. 2012년 제56기 국수전 본선에 진출했다. 2014년 2월에 3단으로 승단했고, 제1회 렛츠런파크배 통합예선을 통과해 본선 64강에 진출하여 최병환과 진동규를 연이어 누르고 본선 16강에 올랐지만 김명훈에게 져서 탈락했다. 2015년 4단을 거쳐 2017년 8월에 5단으로 승단했다. 2021년에 6단으로 승단했다.